# Русский образ
Русский образ — неонацистская организация, бывшая в 2008—2010 гг. серьёзной радикально-националистической силой в России.
В сентябре 2007 года Илья Горячев на базе сети распространения журнала «Русский образ» основал движение «Русский образ» (по аналогии с сербским православным патриотическим движением «Образ», с лидером которого, Младеном Обрадовичем, он познакомился в Сербии в 2002 году).
«Русский образ» проводил уличные акции, участвовал в Русских маршах. Движение, по сообщению экспертного центра «Сова», было склонно отказываться от открытой расистской пропаганды, предпочитая ей социальную риторику. По словам самого Горячева, движение якобы имело связи и финансирование во властных структурах. По словам Горячева, он сотрудничал с заместителем руководителя управления по связям с зарубежными странами Администрации президента РФ Никитой Ивановым и другим сотрудником администрации президента — Павлом Карповым; готовил для них доклады о молодёжных радикальных движениях. В 2009 году, когда Никита Иванов занимал должность советника В. Ю. Суркова, согласно показаниям, именно с Ивановым Илья Горячев согласовывал концерт «Коловрата» на Болотной площади 4 ноября 2009 года.
Движение «Русский Образ», по словам Горячева, имело главной целью борьбу за власть, при этом «не с Кремлём, а с лево-либералами».
10 августа 2008 года «Русский образ», «Евразийский союз молодёжи» А. Дугина и «Россия молодая» Максима Мищенко провели митинг «Радован, мы с тобой» в поддержку президента Республики Сербской Радована Караджича, собравший около тысячи человек. Поводом к акции послужили арест и передача Караджича в Гаагский трибунал и начало войны в Грузии.
4 ноября 2008 года Горячев был одним из организаторов «Русского марша», в котором принял участие «Русский образ» и партия «Народный союз» С. Бабурина.
1 июня 2009 года «Русский образ» провёл акцию, посвящённую Дню защиты детей.
24 марта 2009 года вместе с Максимом Мищенко и Сергеем Бабуриным принимал участие в митинге в Белграде на Площади Республики по случаю 10-й годовщины бомбардировок Югославии странами НАТО.
1 мая 2009 года «Русский образ» организовал на ВДНХ шествие под лозунгом «Тотальная мобилизация против коммунизма и капитализма». В 2009 году «Русскому образу» удалось получить в московской мэрии разрешение на выступление культовой в среде русских националистов группы «Коловрат», что для группы стало первым открытым концертом в Москве.
В октябре 2009 года «Русский образ» совместно с «Сопротивлением» Романа Зенцова провёл «Ермолов-Фест» в Ставрополе — турнир по смешанным единоборствам с участием 40 бойцов из Москвы, Ставрополя, Санкт-Петербурга, Ростова, Минска.

4 ноября 2009 года «Русский образ» организовал на Болотной площади митинг-концерт в качестве альтернативы проходящему в тот же день традиционному Русскому маршу. Мероприятие было посвящено помощи заключённым и открытию проекта «Ермолов», который был создан для мониторинга деятельности «деструктивных сил — левых экстремистов, либералов, находящихся на содержании у Запада, диаспор в России». Поддержку этому проекту выразил депутат Госдумы от фракции «Единой России» Максим Мищенко, который, по его словам, сотрудничал с «Русским образом» по ряду направлений и называл её «русской патриотической организацией». 6 сентября 2010 года в черногорском городе Цетинье был подписан Договор о сотрудничестве между «Русским образом» и «Сербским народным движением НАШИ1389».
Потом «Русский образ» стал развиваться как интеллектуальный центр, старавшийся подтянуть к себе наиболее «образованных» наци. В том числе «Русский образ» выполнял функцию своеобразного профессионального союза фашистов, работающих в крупных СМИ и пиар-агентствах. Члены тусовки в том числе активно участвовали в предвыборных кампаниях, зарабатывая деньги, привнося националистические мотивы в пропаганду различных официальных партий, устанавливая связи, которые, можно предположить, и помогли «Русскому образу» стать легальной организацией.
В 2008—2009 годах, в рамках работы фонда «Лаборатория внешней политики», организовывал общественно-политические мероприятия и их освещение в СМИ в Брюсселе, Киеве, Белграде, Баня-Луке, Берлине.
Лидер движения Илья Горячев выступает за так называемый «правый интернационал», который определяет как естественный союз России и европейских правых евроскептиков. Летом 2010 года для налаживания связей с европейскими единомышленниками Горячев создал сайт «Правый мир», посвящённый правому движению, евроскептицизму и его сторонникам в мире. В рамках этой деятельности установил контакты с Роберто Фиоре, лидером итальянской партии Forza Nuova, членом «Шотландской национальной партии» Робом Гибсоном, лидером «Консервативных друзей России» Ричардом Роялом, лидером «Швейцарской народной партии» Оскаром Фрейзингером. Выступает против исламизации и исламского прозелитизма. Поддерживает внешнюю политику президента В. В. Путина.
В сентябре 2010 года состоялся 1-й съезд «Русского образа», а в октябре — подписание Декларации о сотрудничестве с ДПНИ Александра Поткина, запрещенной в апреле 2011 года.
В феврале 2012 года организовал в стенах сербской Скупщины круглый стол евроскептиков, на котором, в частности, присутствовали лидер итальянской Forza Nuova Роберто Фиоре, зампредседателя Сербской радикальной партии Деян Мирович, общественный деятель Нови-Сада Миодраг Миликич.
В рамках политического клуба «Модус» участвовал в семинарах, дебатах и круглых столах. Илья Горячев читал лекции по истории Балкан в России и Белоруссии, в частности, в марте 2011 года выступал в Минске на международной конференции «Анализ причин событий в арабском мире. Теория контролируемой нестабильности в действии», организованной общественными объединениями Белоруссии, России и Сербии.
Летом 2011 года «Русский образ» провёл сетевую акцию с переименованием улиц нескольких городов России в «Улицу Юрия Буданова» в память об убитом в Москве полковнике Буданове.
Весной 2012 года «Русский образ» сорвал премьеру фильма «В краю крови и мёда» Анджелины Джоли о гражданской войне в Боснии 1992—1995 гг в Москве, негативно воспринятого значительной частью патриотической общественности Сербии из-за его тенденциозности, выраженной в антисербской позиции создателей фильма.